# Éric V de Saxe-Lauenbourg
Éric V est un prince de la maison d'Ascanie mort fin 1435. Il règne sur le duché de Saxe-Lauenbourg de 1401 à sa mort.

## Biographie
Éric V est le fils du duc Éric IV de Saxe-Lauenbourg et de son épouse Sophie de Brunswick-Lunebourg. Il commence à régner en 1401 aux côtés de son père et de son frère Jean IV. Éric IV meurt en 1412 et Jean IV en 1414. En 1426, Éric V associe son frère cadet Bernard II au pouvoir. Il lui succède à sa mort.

## Mariage et descendance

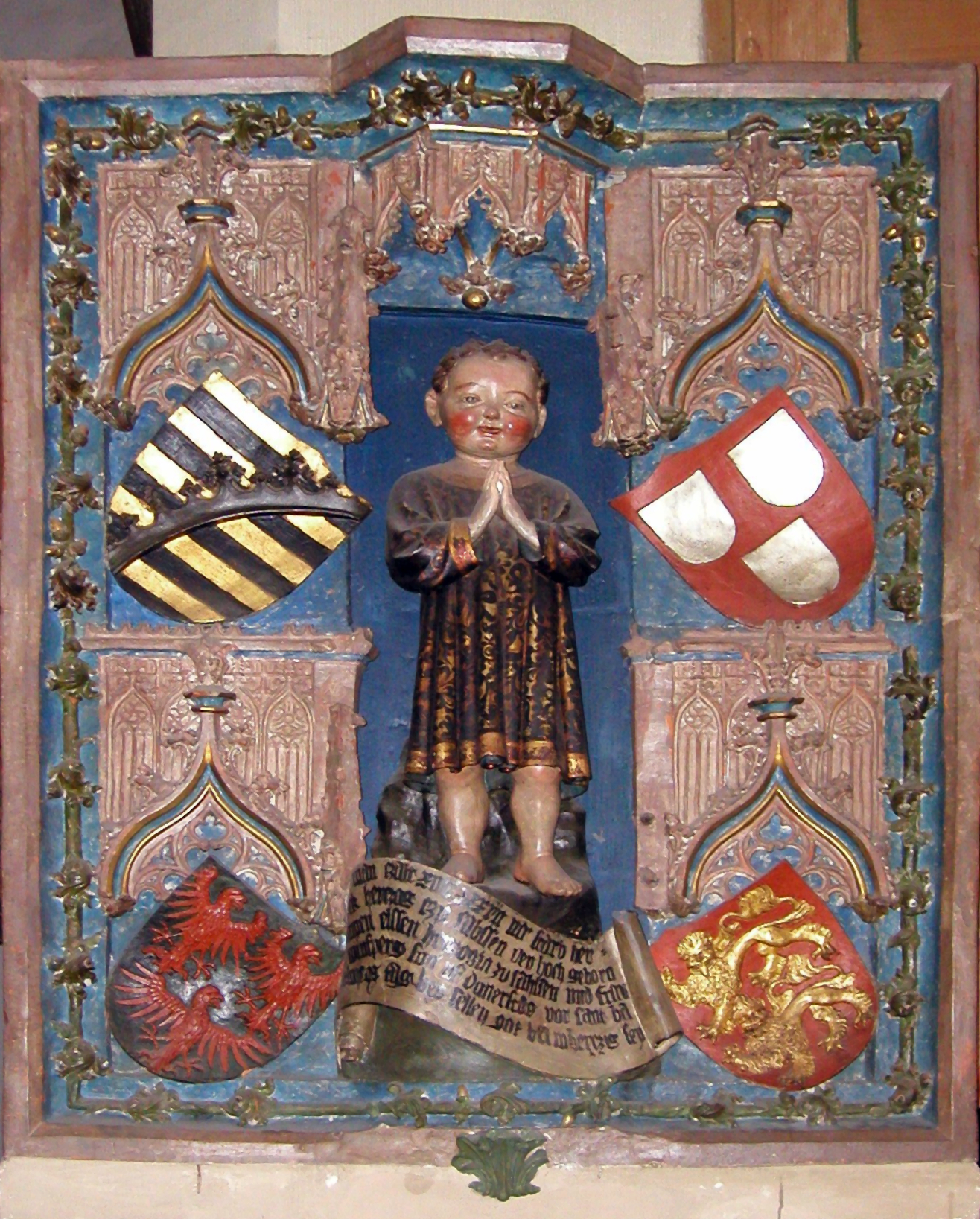
La tombe d'Henri, le fils d'Éric V, à l'église Saint-Georges de Weikersheim.

En 1404, Éric V épouse la princesse Élisabeth (sv) (1384-1416), fille du comte Nicolas de Holstein-Rendsbourg et veuve du duc Albert IV de Mecklembourg. Ils n'ont pas d'enfants. Éric V se remarie avant 1422 avec une autre Élisabeth, fille de Conrad IX de Weinsberg (de). Ils ont un fils, Henri, qui meurt dans sa petite enfance le 22 août 1437.